# 산타 체칠리아 국립음악원 관현악단
산타 체칠리아 국립 아카데미 관현악단(이탈리아어: Orchestra dell'Accademia Nazionale di Santa Cecilia)은 이탈리아 로마의 산타 체칠리아 국립 아카데미에 소속된 관현악단이다.

## 역사
1908년에 창단되었으며, 당시 오페라극장 소속의 관현악단들이 대부분이던 이탈리아 음악계에서 최초로 관현악 연주회 전문 악단으로 출범했다. 1908년에서 1936년까지는 아우구스테오 음악당을 상주 공연장으로 삼았기 때문에 '아우구스테오 교향악단'이라는 명칭으로 불리기도 했다. 창단 후에는 고정된 음악 감독이나 상임 지휘자 직책 없이 음악원 교수나 객원 지휘자들이 지휘했으나, 1912년에 베르나르디노 몰리나리가 초대 음악 감독으로 취임했다.
몰리나리는 레스피기의 '로마의 분수' 와 '로마의 소나무'를 비롯한 동시대 이탈리아 작곡가들의 관현악 작품을 초연하는데 적극적인 자세를 보였고, 빅토르 데 사바타 등 동료 지휘자들을 객원 지휘자로 초빙하기도 했다. 몰리나리 이전에도 말러나 드뷔시, 리하르트 슈트라우스 등이 객원으로 출연해 자작곡을 지휘한 바 있다.
그러나 무솔리니의 파시스트 정권이 수립된 이후에는 활동이 위축되었고, 2차 세계대전 중에는 전황 악화와 독일군의 로마 점령 등으로 인해 사실상 활동 정지 상태에 놓여있기도 했다. 1944년에 몰리나리가 사임한 후에는 프랑코 페라라가 자리를 이어받았으나, 단기 재임에 그쳤다. 음악 감독 공석 시기에는 프란체스코 몰리나리-프라델리나 알베르토 에레데, 비나치스화 심리를 통과한 빌헬름 푸르트벵글러 등이 객원으로 지휘했다.
1953년에는 페르난도 프레비탈리가 3대 음악 감독으로 임명되어 1973년까지 재임했고, 이어 이고르 마르케비치가 자리를 이어받았다. 마르케비치는 단기간 재임했지만, 악단의 체제 정비와 합주력 회복에 크게 기여했다. 그러나 그 후임으로 임명된 토머스 시퍼스는 지휘대에 오르기도 전에 폐암으로 별세했고, 이후 다시 음악 감독 공석 상태에 놓이게 되었다.
1983년에 주세페 시노폴리가 음악 감독으로 영입되면서 다시 재정비되기 시작했고, 동시에 레너드 번스타인을 악단의 명예 회장으로 추대했다. 시노폴리의 후임으로는 우토 우기와 다니엘레 가티가 차례로 음악 감독을 역임했고, 1997년에는 정명훈이 9대 음악 감독에 취임했다. 2002년에는 렌초 피아노의 설계로 지어진 파르코 델라 무지카가 완공되어 상주 공연장으로 쓰이기 시작했다. 정명훈은 2005년까지 음악 감독직을 유지했고, 이어 안토니오 파파노가 10대 음악 감독에 취임해 현재까지 재임 중이다.
연주회 전문 관현악단으로 출발한 만큼, 지금도 이탈리아의 관현악 작품 공연이나 녹음에 있어서 중요한 위치를 차지하고 있다. 빅토르 데 사바타는 종전 후인 1940년대 후반에 HMV(현 EMI)에서 베토벤과 드뷔시 등의 작품을 녹음했고, 툴리오 세라핀은 푸치니의 오페라를 데카에 녹음한 바 있다. 그러나 1980년대까지 발매된 녹음들의 숫자는 적은 편이었고, 시노폴리 재임기에 필립스를 통해 다시 녹음 작업이 본격적으로 시작되었다.
명예 회장이었던 번스타인도 도이체 그라모폰에 푸치니의 '라 보엠' 을 취입하기도 했고, 정명훈은 소속사였던 도이체 그라모폰을 중심으로 여러 작곡가의 테 데움 모음집, 이탈리아 서곡집, 포레와 뒤뤼플레의 레퀴엠, 체칠리아 바르톨리와 브라인 터펠의 듀엣 모음집(데카) 등의 음반을 발매하기도 했다. 파파노도 소속사인 EMI에 차이콥스키의 교향곡 4-6번과 관현악곡집, 레스피기의 '로마 3부작', 첼리스트 장한나의 독주곡 모음집 '로망스' 등의 음반을 취입하고 있다. 이외에도 후안 디에고 플로레스 등 유명 성악가의 독창곡집이나 엔니오 모리코네의 영화 음악 자작자연집 등의 음반도 발매되고 있다.
부속 단체로는 산타 체칠리아 국립 아카데미 합창단(Coro dell'Accademia Nazionale di Santa Cecilia)이 활동하고 있다.

## 역대 음악 감독
- 베르나르디노 몰리나리 (1912-1944)
- 프랑코 페라라 (1944-1945)
- 페르난도 프레비탈리 (1953-1973)
- 이고르 마르케비치 (1973-1975)
- 토머스 시퍼스 (1976. 사실상 활동 없었음)
- 주세페 시노폴리 (1983-1987)
- 우토 우기 (1987-1992)
- 다니엘레 가티 (1992-1997)
- 정명훈 (1997-2005)
- 안토니오 파파노 (2005-2023)
- 다니엘 하딩 (2024 -  )